# Mérikarê Ier
Mérikarê Ier est un roi de la IXe dynastie égyptienne.
Il est peut-être fils de Khéty Ier ; il meurt vers -2160[réf. nécessaire].
Le papyrus de Turin (4.19) a une lacune sur son nom.                              